# Nokia Ghosthunters 2017
Questa voce raccoglie le informazioni riguardanti i Nokia Ghosthunters nelle competizioni ufficiali della stagione 2017.

## II-divisioona 2017

### Stagione regolare
| Helsinki 27 maggio 2017, ore 14:00 2ª giornata | Helsinki Wolverines Blue | 49 – 6 | Nokia Ghosthunters | Brahenkenttä |

| Nokia 10 giugno 2017, ore 16:00 3ª giornata | Nokia Ghosthunters | 6 – 46 | Hanko Sun City | Menkalan Tekonurmi |

| Nokia 17 giugno 2017, ore 16:00 4ª giornata | Nokia Ghosthunters | 0 – 29 | Pori Bears | Menkalan Tekonurmi |

| Kotka 1º luglio 2017, ore 13:00 5ª giornata | Kotka Eagles | 40 – 0 | Nokia Ghosthunters | Puistolan urheilukenttä |

| Tampere 8 luglio 2017, ore 17:00 6ª giornata | Nokia Ghosthunters | 20 – 36 | Oulu Northern Lights | Pyynikin urheilukenttä |

| Mikkeli 22 luglio 2017, ore 14:00 7ª giornata | Mikkeli Bouncers | 47 – 0 | Nokia Ghosthunters | Urpolan tekonurmi |

| Nokia 5 agosto 2017 9ª giornata | Nokia Ghosthunters | 0 – 30 (d.g.s.) | Helsinki Wolverines Blue | Menkalan Tekonurmi |

| Hanko 12 agosto 2017, ore 14:00 10ª giornata | Hanko Sun City | 59 – 0 | Nokia Ghosthunters | Rukki Arena |

### Statistiche di squadra
| Competizione      | %Vittorie | In casa | In casa | In casa | In casa | In casa | In casa | In trasferta | In trasferta | In trasferta | In trasferta | In trasferta | In trasferta | Totale | Totale | Totale | Totale | Totale | Totale |
| Competizione      | %Vittorie | G       | V       | N       | P       | Pf      | Ps      | G            | V            | N            | P            | Pf           | Ps           | G      | V      | N      | P      | Pf     | Ps     |
| ----------------- | --------- | ------- | ------- | ------- | ------- | ------- | ------- | ------------ | ------------ | ------------ | ------------ | ------------ | ------------ | ------ | ------ | ------ | ------ | ------ | ------ |
| Stagione regolare | .000      | 4       | 0       | 0       | 4       | 26      | 141     | 4            | 0            | 0            | 4            | 6            | 195          | 8      | 0      | 0      | 8      | 32     | 336    |
| Totale            | .000      | 4       | 0       | 0       | 4       | 26      | 141     | 4            | 0            | 0            | 4            | 6            | 195          | 8      | 0      | 0      | 8      | 32     | 336    |